# Collier's

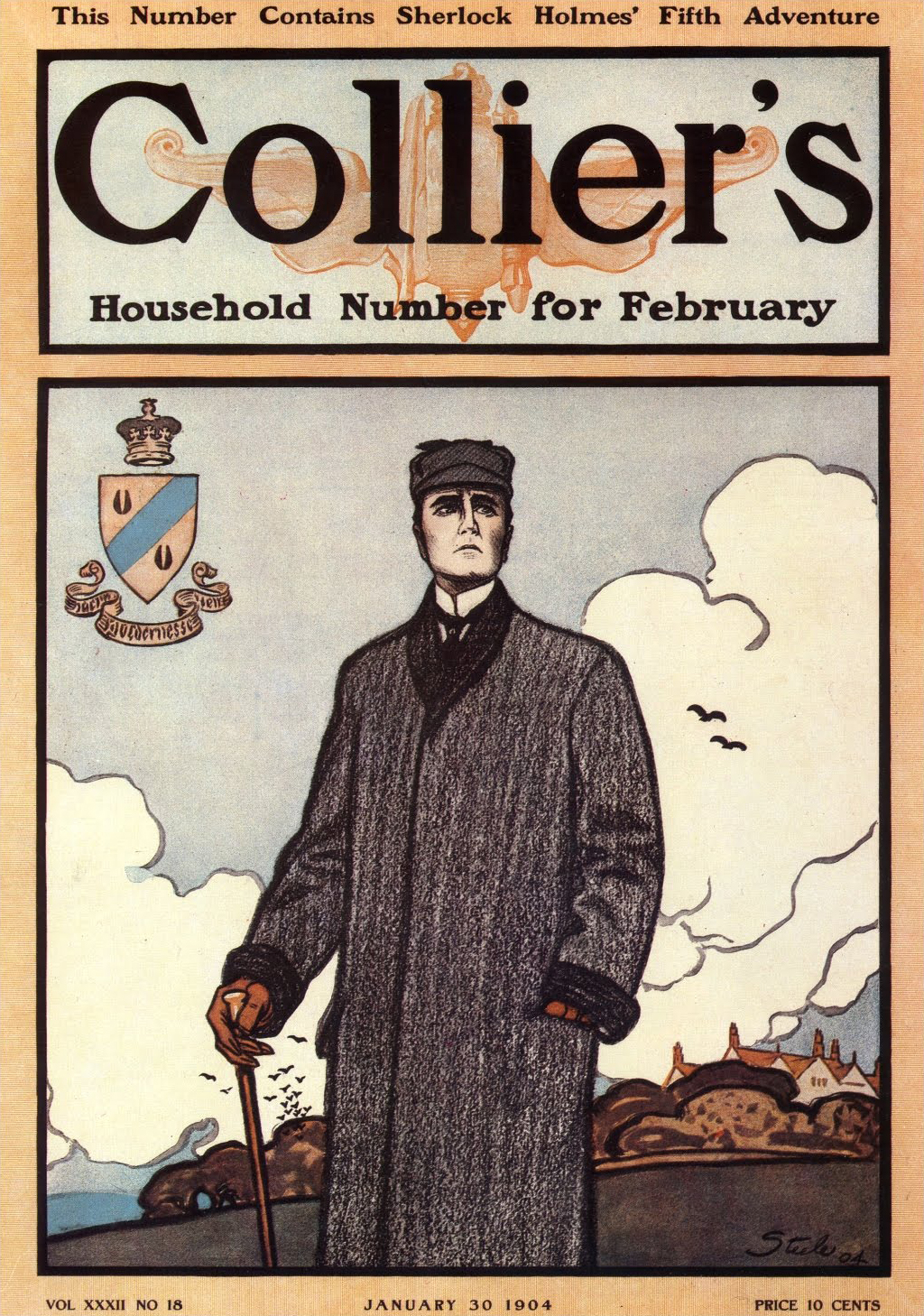
Collier's den 30 januari 1904. Numret innehåller bland annat Arthur Conan Doyles Sherlock Holmes-novell "Klosterskolan".

Collier's var en amerikansk tidskrift grundad av Peter F. Collier, som utkom från den 28 april 1888 till den 4 januari 1957.